# 桜唄
「桜唄」（さくらうた）は、日本の音楽デュオ・RYTHEMの11作目のシングル。2007年2月28日に発売された。

## 解説
テレビ東京系『デルトラクエスト』のエンディングテーマ。
初回盤は、RYTHEMにとって初のDVD付シングルとなり、「桜唄」のビデオクリップと、メイキングが収録された。

## 収録曲
1. 桜唄（作詞・作曲:新津由衣、編曲:武部聡志）
2. 霞桜（作詞・作曲:RYTHEM、編曲:武部聡志）
3. 桜唄（Instrumental）
4. 霞桜（Instrumental）

## 参加ミュージシャン
RYTHEM
- YUI：Vocal (#1,2)
- YUKA：Vocal (#1,2)

Additional Musician
- 武部聡志：Sound Produced & Piano (#1,3)
- 屋敷豪太：Drums (#1,3)
- 種子田健：Bass (#1,3)
- 小倉博和：Guitar (#1,3)
- 山中雅文：Synthesizer Operation (#1,3)

## 収録アルバム
- BEST STORY (#1)